# Natalia Chacón

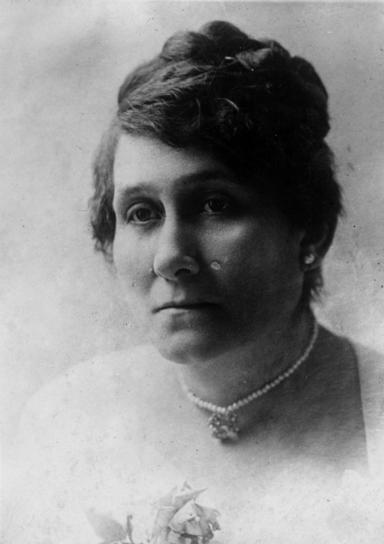
Natalia Chacón in 1925

Natalia Chacón de Elías Calles, geboren Natalia Chacón Amarillas (Mazatlán, 1 december 1879 - Los Angeles, 2 juni 1927) was de echtgenote van Plutarco Elías Calles, president van Mexico van 1924 tot 1928.
Chacón werd geboren in Sinaloa maar verhuisde op jonge leegtijd naar Guaymas in Sonora, waar ze Calles leerde kennen. Op 28 augustus 1899 trouwden ze voor de wet, een kerkelijk huwelijk hebben ze altijd geweigerd. Het paar kreeg negen kinderen. Toen Calles als generaal deelnam aan de Mexicaanse Revolutie vluchtte Chacón tijdelijk naar Arizona. Na de rebellie van Agua Prieta werden ze definitief herenigd, en gingen ze in Mexico-Stad wonen.
Als eerste dame van Mexico organiseerde Chacón banketten en bezocht scholen, en liet ze de eerste gaarkeukens van Mexico-Stad openen. Chacón leed echter aan astma en werd steeds zieker, zodat ze zich steeds minder met het openbare leven kon bezighouden. Ze overleed in 1927 in Californië aan een longembolie.
Calles hertrouwde in 1930 Leonor Llorente, die twee jaar later aan een hersenaandoening overleed.